# Abbaye Saint-Matthias de Trèves

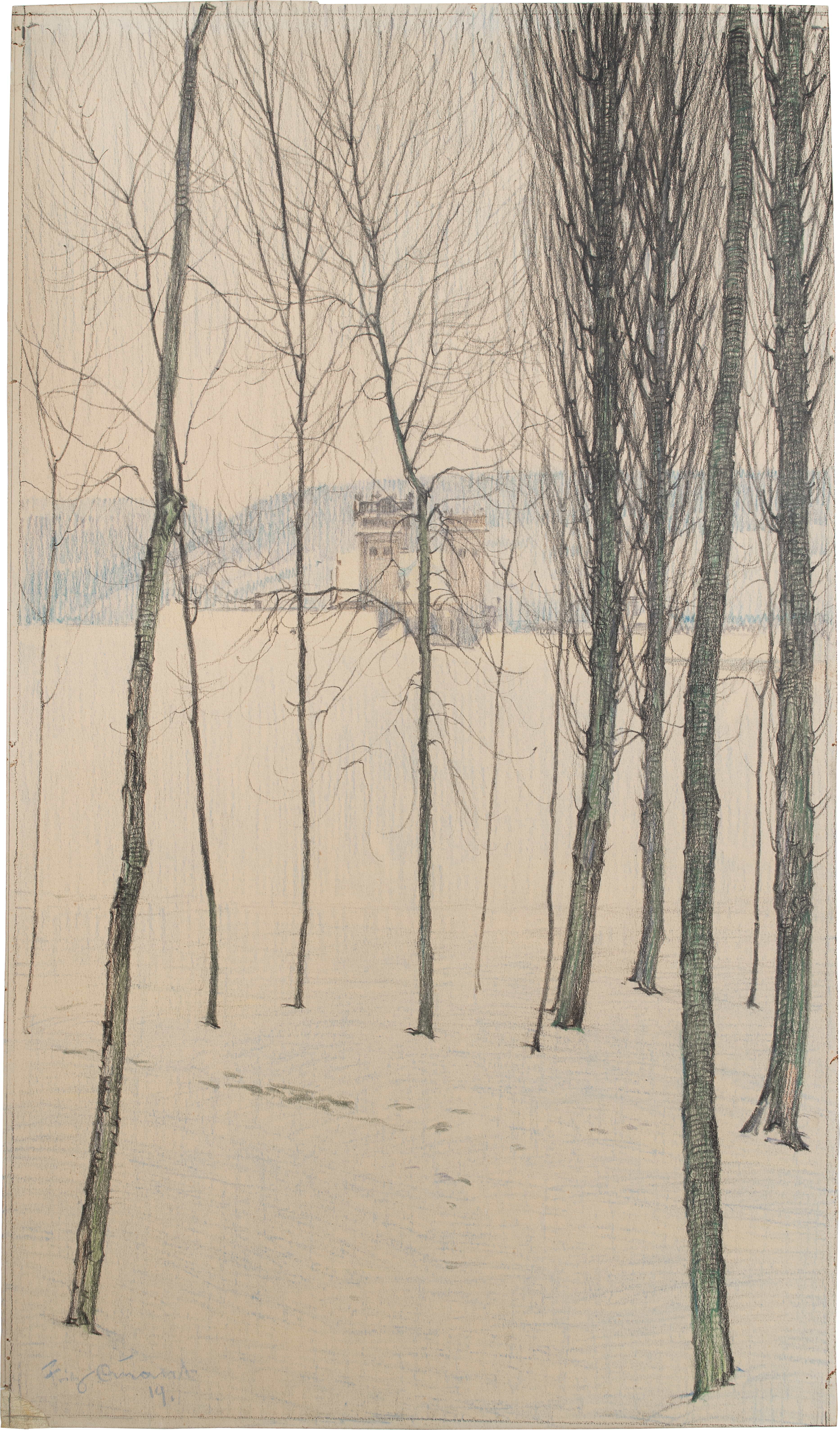
Benediktinerabtei St. Matthias (l'abbaye Saint-Matthias) par Fritz Quant, tableau de 1919.

L’abbaye Saint-Matthias est une abbaye bénédictine masculine appartenant à la congrégation de l'Annonciation Congregatio Annuntiationis BVM, dont elle est l'abbaye territoriale. Elle se trouve à Trèves en Allemagne.

## Histoire
Le pèlerinage au tombeau de l'apôtre saint Matthias est connu depuis l'Antiquité byzantine, lorsque sainte Hélène fit don de ces reliques à la ville de Trèves. Une communauté monastique est recensée dans les textes depuis l'époque carolingienne. Les moines adoptent la règle de saint Benoît en 977 et conservent les reliques des deux premiers évêques de Trèves, saint Eucharius et saint Valère dans des sarcophages du IVe siècle visibles aujourd'hui à la crypte.
Les restes supposés de l'apôtre sont retrouvés en 1127, lors de la reconstruction de l'église, et l'abbaye connaît un essor remarquable. Les Bollandistes (Acta Sanctorum, mai, III) doutent que les reliques soient celles de l'apôtre mais plutôt celles de Saint Matthias de Jérusalem (en) qui fut évêque de Jérusalem sans doute de 113 à 120, et dont la biographie pourrait avoir été confondue. La nouvelle église est consacrée en 1148. Après le concile de Bâle, sous Jean Rode, l'évêque de Trèves fait appliquer la règle de l'Ordre des chartreux qui redonne encore de l'élan à l'abbaye, puis l'abbaye rejoint en 1458 la congrégation de Bursfelde, union d'abbayes bénédictines qui se réforment en Allemagne centrale.
Pendant la réforme protestante, l'abbaye n'est presque pas endommagée, mais elle est affectée par les guerres et les épidémies. Elle entre en période de décadence et son dernier abbé, Adalbert Wiltz, est démissionné en 1773, tandis que l'abbaye est dirigée par le prieur.
Lorsque les troupes de l'armée française entrent en Allemagne après la Révolution, elles réquisitionnent les bâtiments abbatiaux en 1794 et l'abbaye est dissoute en 1802.

## Seconde fondation
Malgré des tentatives infructueuses au long du XIXe siècle, il faut attendre 1922 pour que des moines y reviennent. L'abbaye de Seckau en Autriche, appartenant à la congrégation de Beuron, achète une partie des bâtiments et y fonde un prieuré. Les moines en sont chassés en 1941, lorsque les autorités la réquisitionnent, et ils trouvent refuge à l'abbaye de Maria Laach.
À leur retour après la guerre, l'église étant devenue église paroissiale indépendante de l'Ordre de saint Benoît, des dissensions apparaissent quant à la gestion des lieux. Une partie des moines part en 1949 pour l'abbaye de Tholey et l'autre reste à Trèves en se séparant de la congrégation de Beuron.
Finalement l'abbaye rejoint la congrégation de l'Annonciation de la Vierge Marie en 1981, dont elle devient plus tard l'abbaye territoriale ou archi-abbaye. Le prieuré de Huysburg (Saxe-Anhalt) refondé en 1972 se joint à elle en 2004.
La communauté monastique de vingt moines est responsable de la paroisse de Saint-Matthias qui comprend 10 000 baptisés. Elle s'occupe aussi de soins et de retraites spirituelles.

## Chapelle de la Croix
La chapelle de la Croix (Kreuzkapelle) conserve au pied de la tour nord un reliquaire du XIIIe siècle, surmonté d'une croix d'or et de pierres précieuses, contenant des reliques de la Sainte-Croix.

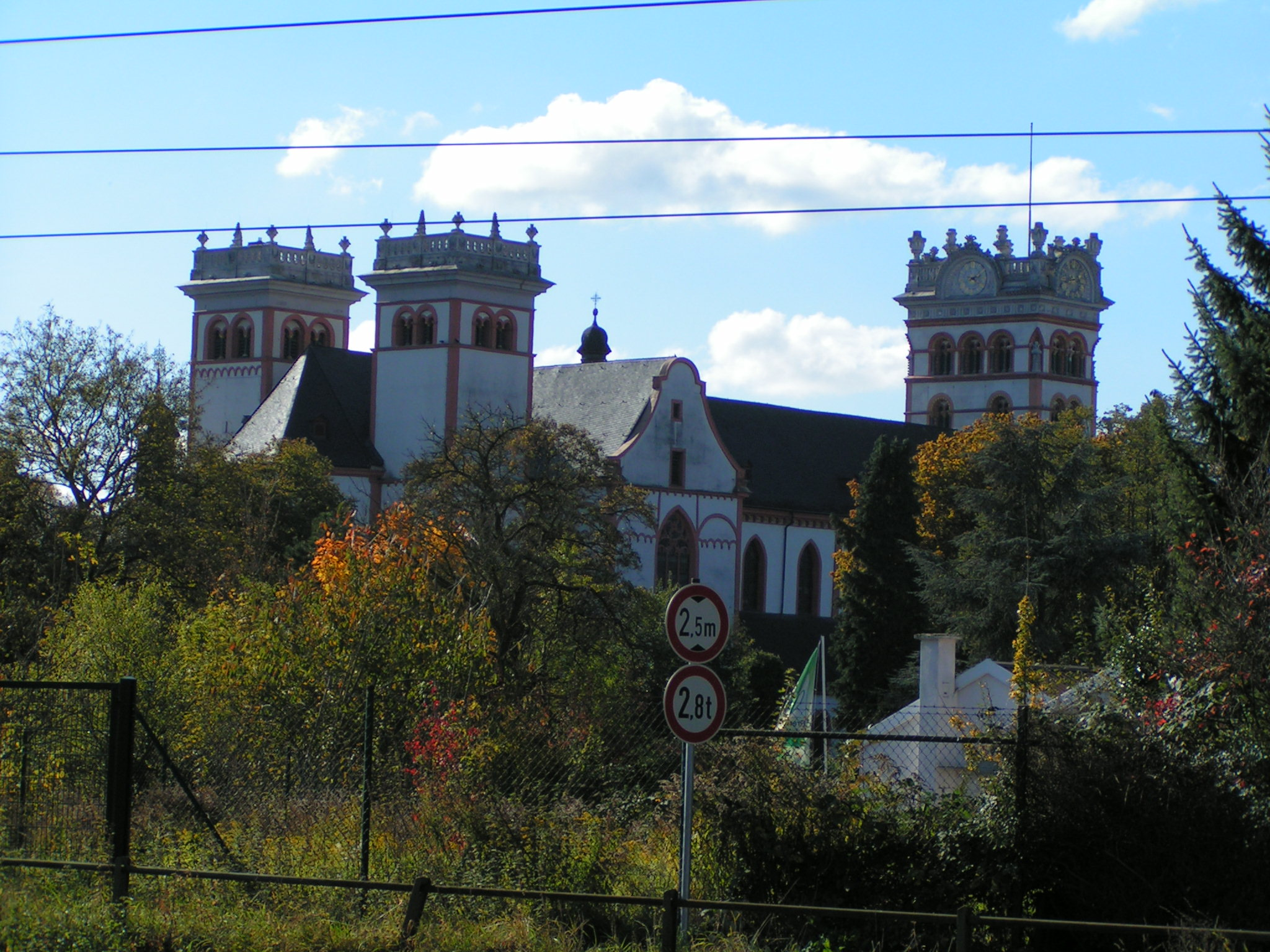
Vue de l'abbaye
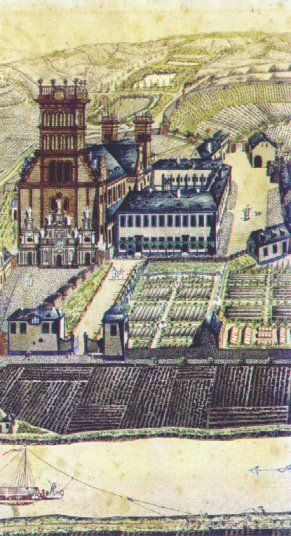
Vue de l'abbaye vers 1783
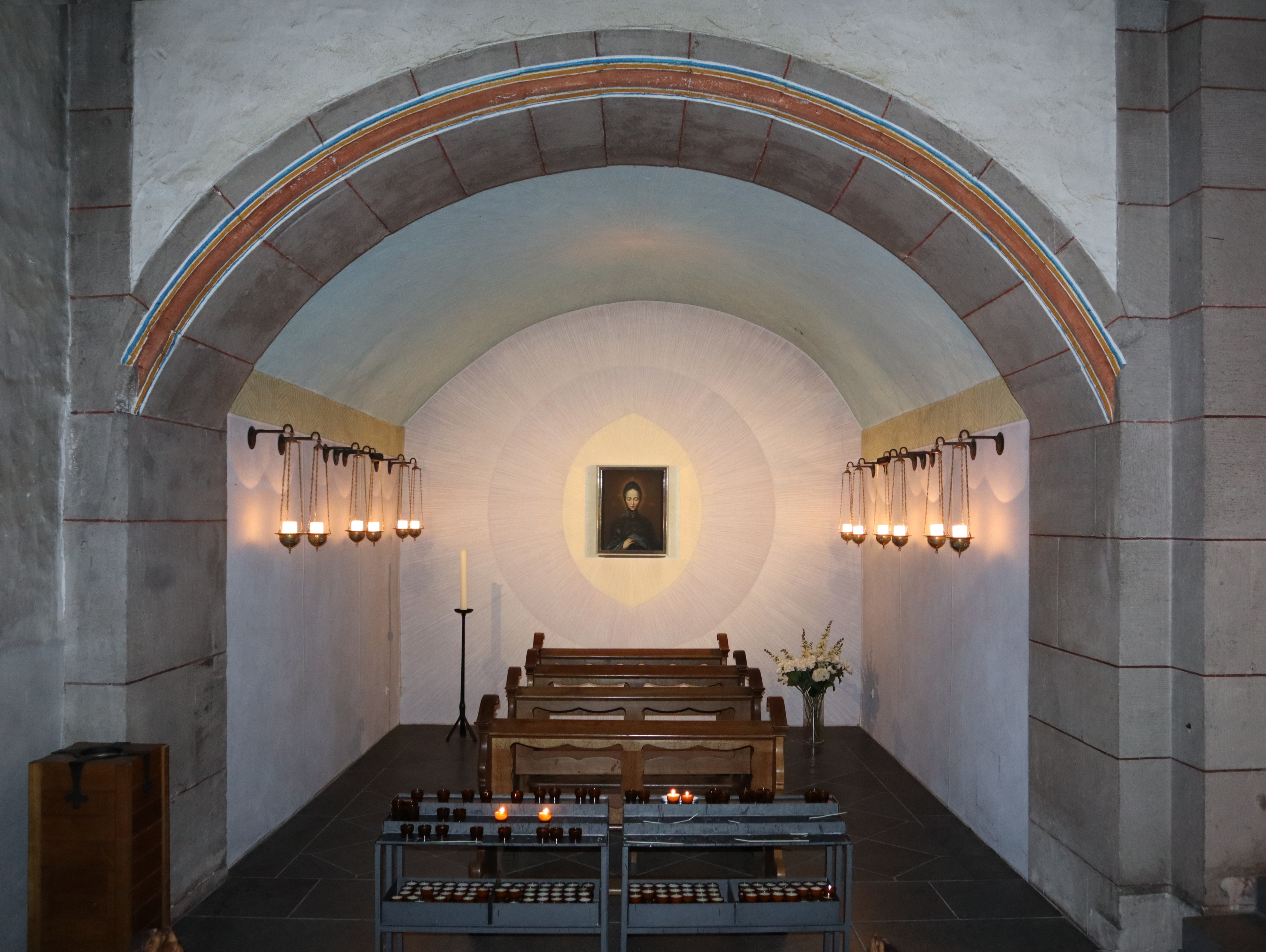
Gnadenkapelle (Chapelle-de-Grâce)

## Abbés de la période moderne
- Laurentius Zeller (1922-1938) élu ensuite abbé-général de la congrégation bénédictine brésilienne
- Basilius Ebel (1938-1946) ensuite abbé de l'abbaye de Maria Laach de 1946 à 1966
- Petrus Borne (1947-1949) ensuite abbé de l'abbaye de Tholey de 1949 à 1976
- De 1949 à 1963, l'abbaye est administrée directement par l'abbé-primat de la confédération bénédictine
- Laurentius Klein 1963-1969
- Anastasius Polag 1969-1981
- Ansgar Schmidt 1981-2005 (abbé-général de la congrégation de l'Annonciation à partir de 2004)
- Ignatius Maass depuis 2005